# Rijnvoetbalkampioenschap 1920/21 (West-Duitsland)
In 1920/21 werd het eerste Rijnvoetbalkampioenschap gespeeld, dat georganiseerd werd door de West-Duitse voetbalbond. 
Cölner BC 01 werd kampioen en plaatste zich voor de West-Duitse eindronde. In een groepsfase met 5 clubs werd de club tweede achter Duisburger SpV.

## Kreisliga

### Zuidrijn
| Plaats | Club                     | Wed. | W  | G | V  | Saldo | Ptn.  |
| ------ | ------------------------ | ---- | -- | - | -- | ----- | ----- |
| 1.     | Cölner BC 01             | 18   | 13 | 3 | 2  | 54:18 | 29:7  |
| 2.     | Cölner SC 1899           | 18   | 11 | 3 | 4  | 41:22 | 25:11 |
| 3.     | CfR 1899 Cöln            | 18   | 11 | 2 | 5  | 46:29 | 24:12 |
| 4.     | Bonner FV 01             | 18   | 10 | 1 | 7  | 32:27 | 21:15 |
| 5.     | VfR rrh. 1904 Cöln       | 18   | 8  | 4 | 6  | 35:28 | 20:16 |
| 6.     | Mülheimer SV 06          | 18   | 9  | 1 | 8  | 32:32 | 19:17 |
| 7.     | VfJuV 1896 Düren         | 18   | 7  | 1 | 10 | 24:30 | 15:21 |
| 8.     | SpV Victoria Cöln        | 18   | 6  | 1 | 11 | 25:37 | 13:23 |
| 9.     | SC Alemannia Lendersdorf | 18   | 5  | 0 | 13 | 15:38 | 10:26 |
| 10.    | SV Siegburg 04           | 18   | 1  | 2 | 15 | 13:56 | 4:32  |

|  | Geplaatst voor finalegroep en degradatie |
|  | Degradatie                               |

### Middenrijn
| Plaats | Club                     | Wed. | W | G | V | Saldo | Ptn. |
| ------ | ------------------------ | ---- | - | - | - | ----- | ---- |
| 1.     | FC 1900 Koblenz          | 10   | 7 | 2 | 1 | 23:12 | 16:4 |
| 2.     | SpV 1902 Ehrenbreitstein | 10   | 5 | 3 | 2 | 12:9  | 13:7 |
| 3.     | FV 1904 Neuwied          | 10   | 2 | 5 | 3 | 19:17 | 11:9 |
| 4.     | SV Viktoria 08 Neuwied   | 10   | 3 | 2 | 5 | 15:18 | 8:12 |
| 5.     | SuSV 1910 Andernach      | 10   | 2 | 3 | 5 | 13:20 | 7:13 |
| 6.     | FC Fortuna 1906 Koblenz  | 10   | 3 | 1 | 6 | 12:18 | 7:13 |

|  | Geplaatst voor finalegroep |
|  | Degradatie                 |

### Westrijn
FC 1894 München-Gladbach veranderde de naam in SC 1894. De club kreeg tijdens het seizoen twee strafpunten en mocht toen drie clubs met evenveel punten eindigden naar de finaleronde. 
| Plaats | Club                          | Wed. | W  | G | V  | Saldo | Ptn.  |
| ------ | ----------------------------- | ---- | -- | - | -- | ----- | ----- |
| 1.     | TSV Alemannia 1847 Aachen     | 18   | 11 | 2 | 5  | 50:25 | 24:12 |
| 2.     | VfTuR 1899 München-Gladbach   | 18   | 10 | 4 | 4  | 58:33 | 24:12 |
| 3.     | SC 1894 München-Gladbach      | 18   | 9  | 8 | 1  | 35:20 | 24:12 |
| 4.     | Rheydter SpV 1905             | 18   | 9  | 4 | 5  | 31:25 | 22:14 |
| 5.     | FC Eintracht München-Gladbach | 18   | 9  | 3 | 6  | 52:26 | 21:15 |
| 6.     | VfB 08 Aachen                 | 18   | 6  | 5 | 7  | 31:29 | 17:19 |
| 7.     | SpV 1907 Kaldenkirchen        | 18   | 5  | 5 | 8  | 18:36 | 15:21 |
| 8.     | VfB 1904 Krefeld              | 18   | 5  | 2 | 11 | 27:45 | 12:24 |
| 9.     | Grafschafter SV 1910 Moers    | 18   | 5  | 1 | 12 | 17:64 | 11:25 |
| 10.    | BV Union 05 Krefeld           | 18   | 3  | 2 | 13 | 23:39 | 8:28  |

|  | Geplaatst voor finalegroep |
|  | Degradatie                 |

### Finalegroep
| Plaats | Club                     | Wed. | W | G | V | Saldo | Ptn. |
| ------ | ------------------------ | ---- | - | - | - | ----- | ---- |
| 1.     | Cölner BC 01             | 2    | 2 | 0 | 0 | 10:1  | 4:0  |
| 2.     | SC 1894 München-Gladbach | 2    | 1 | 0 | 1 | 3:3   | 2:2  |
| 3.     | FC 1900 Koblenz          | 2    | 0 | 0 | 2 | 1:10  | 0:4  |

|  | Kampioen, geplaatst voor West-Duitse eindronde |